# Луций Валерий Катул Месалин
Луций Валерий Катул Месалин (на латински: Lucius Valerius Catullus Messallinus) e политик и сенатор на Римската империя през 1 век.
През 73 г. Луций Валерий Катул Месалин e консул заедно с бъдещия император Домициан (II път). През 85 г. е суфектконсул с император Домициан. След това е проконсул на провинция Африка.
Ювенал и Плиний Млади са писали за него.